# Falkenstein, Österrike
Falkenstein är en ort och kommun i Österrike. Den ligger i distriktet Mistelbach i förbundslandet Niederösterreich, 60 km norr om huvudstaden Wien. 